# 青山圭秀
青山 圭秀（あおやま まさひで、1959年2月12日 - ）は、日本の作家、インド医学（アーユルヴェーダ）研究者。広島県福山市出身。

## 来歴
広島学院高等学校、東京大学教養学部基礎科学科卒。1989年、東京大学大学院理学系研究科相関理化学専門課程博士課程修了。アーユルヴェーダ研究所（米国）招聘研究員を経たのち、現在、東洋伝承医学研究所副所長、カリフォルニア州立大学客員教授。理学博士、医学博士。
1993年、自らのインドにおける経験・思索を綴った著書『理性のゆらぎ』を発表し、グル・サイババを日本に紹介した。続けて発表した『アガスティアの葉』、『真実のサイババ』もベストセラーとなり、サイババの紹介者として世間の注目を集めることとなる。しかし、1995年以降、オウム真理教事件などの影響により、宗教に対する警戒・抵抗意識が高まったため、ブームは沈静化した。

## 著書
- 『理性のゆらぎ 科学と知識のさらなる内側』（1993年 三五館）のち幻冬舎文庫
- 『アガスティアの葉 運命か自由意思か、そして星の科学とは何か』（1994年 三五館）のち幻冬舎文庫
- 『真実のサイババ』（1994年 三五館）
- 『サンカルパ 人の誇りと生と死と』（1995年 三五館）
- 『大いなる生命学』（1997年 三五館）
- 『愛と復讐の大地』（1998年 三五館）
- 『最後の奇跡』（2000年 幻冬舎）のち文庫
- 『祈りの言葉』（2003年 幻冬舎）
- 『神々の科学 奇跡の瞬間』（2009年 三五館）

## 翻訳
- サティアサイババによる霊的指針 サイセンター運営に関する質疑応答集 Q&A サティアサイオーガニゼーションマレーシア編 サティアサイオーガニゼーションジャパン 1993.4